# Rockabye
A Rockabye a brit Clean Bandit nevű formáció 2. kimásolt kislemeze a What Is Love? című 2018 novemberében megjelenő stúdióalbumról. A dalban Anne-Marie énekesnő, valamint Sean Paul közreműködik. A dal 2016. október 21-én jelent meg, és ez volt az első kislemez, mióta Amin-Smith elhagyta az együttest. A dal az egyedülálló anyák nehézségeiről szól, és utal a Rock-by-Bee Baby óvodás rímre is. A dal Anne-Marie Speak Your Mind albumán is helyet kapott.
2016. december 23-án az karácsonykor az Egyesült Királyságban az első számú kedvenc volt, és a slágerlistán az 1. helyezést érte el. A dal hat hétig volt csúcson, valamint több mint 20 országban is slágerlistás helyezést ért el.

## Előzmények
A dalt Anne-Marie és a norvég Ina Wroldsen írta, aki a fiáról írta a dalt, mely Grace Chatto szerint kifejezetten a zenekar számára íródott, és mely annyira érzelmes és különleges. Az együttes 2016. október 21-én jelentette be a dal megjelenését, két nappal azután, hogy Neil Amin-Smith kilépett a zenekarból. Chatto nagyon szerette volna megnyerni Sean Pault a dal előadására, ami végül sikerült is. Anne-Marie a dalban elmesél egy történetet, akinek a zenekar nagyon szereti a hangját, és előadásmódját. A csapat korábban Anne-Mariet a Rudimental zenekarban hallotta énekelni, valamint többször találkoztak több fesztiválon is. "Jó volt együtt dolgozni vele" – nyilatkozta Chatto.
A dal A minorban íródott és 102 BPM sebességű ütemet kapott. A dal a G3-tól E5-ig terjed.

## Kereskedelmi teljesítmények
2016. október 28-án a Rockabye a 7. helyre lépett be az angol kislemezlistán, majd 3. és később első helyezést ért el, megelőzve a Little Mix együttes Shout Out My Ex című dalát. Így a csapat Rather Be című dala után ez a második első helyezettje a csapatnak az angol kislemezlistán. A dal Ausztria, Finnország, Írország, Új-Zéland, és Svájcban is slágerlistás helyezést ért el, valamint a 2016-os év karácsonyi kedvence volt az Egyesült Királyságban, és az egyik legjobban fogyó kislemez. Ausztráliában az egyetlen első helyezett volt a dal.
Az Egyesült Államokban a dal a Billboard Hot 100-as listán debütált 2016. december 24-én. A 2014-es Rather Be című dal óta ez volt a második kislemez, mely meghódította az amerikai listát. A Billboard lista dance listáján 2017. február 18-án első helyezett lett a dal.

## Videóklip
A dal videóklipjét Cap Sa Sal, Begur Spanyolországban, valamint George Tavern London vették fel. A 4: 13 perces videó több mint 1,9 milliárd megtekintést produkált a YouTube csatornán. 2018 szeptemberében a 30. legnézettebb videóklip volt.

## Megjelenések
CD Single  Németország Atlantic – 190295872830
1. Rockabye 4:11 Mastered By – Stuart Hawkes
2. Rockabye (Thomas Rasmus Chill Mix) 3:38 Mastered By, Remix – Thomas Rasmus

| Régió       | Dátum             | Formátum           | Verzió                       | Label                               |
| ----------- | ----------------- | ------------------ | ---------------------------- | ----------------------------------- |
| Világszerte | 2016. október 21. | Digitális letöltés | Original                     | Atlantic Records Warner Music Group |
| Világszerte | 2016. december 9. | Digitális letöltés | Remixes EP                   | Atlantic Records Warner Music Group |
| Világszerte | 2017. január 20.  | Digitális letöltés | Lodato & Joseph Duveen Remix | Atlantic Records Warner Music Group |
| Világszerte | 2017. január 27.  | Digitális letöltés | Autograf Remix               | Atlantic Records Warner Music Group |
| Világszerte | 2017. március 10. | Digitális letöltés | Eden Prince Remix            | Atlantic Records Warner Music Group |
| Világszerte | 2017. március 17. | Digitális letöltés | Ryan Riback Remix            | Atlantic Records Warner Music Group |

## Slágerlisták
| Slágerlista(2016–17)                      | Legjobb helyezések |
| ----------------------------------------- | ------------------ |
| Argentina (Monitor Latino)                | 10                 |
| Ausztrália (ARIA)                         | 1                  |
| Australia Dance (ARIA)                    | 1                  |
| Ausztria (Ö3 Austria Top 40)              | 1                  |
| Belgium (Ultratop 50 Flanders)            | 2                  |
| Belgium Dance (Ultratop Flanders)         | 9                  |
| Belgium (Ultratop 50 Wallonia)            | 1                  |
| Belgium Dance (Ultratop Wallonia)         | 1                  |
| Brazil (Billboard Brasil Hot 100)         | 9                  |
| Kanada (Canadian Hot 100)                 | 4                  |
| Kanada CHR/Top 40 (Billboard)             | 7                  |
| Kanada Hot AC (Billboard)                 | 14                 |
| Chile (Monitor Latino)                    | 4                  |
| Colombia (National-Report)                | 31                 |
| Croatia (HRT)                             | 1                  |
| Csehország (Rádio Top 100)                | 2                  |
| Csehország (Singles Digitál Top 100)      | 1                  |
| Dánia (Tracklisten Top 40)                | 1                  |
| Ecuador (National-Report)                 | 4                  |
| Európa (Euro Digital Songs)               | 1                  |
| Finnország (Singlet Top 20)               | 1                  |
| Franciaország (Single Top 100)            | 4                  |
| Németország (Media Control Charts)        | 1                  |
| Germany Dance (Official German Charts)    | 1                  |
| Greece Digital Songs (Billboard)          | 4                  |
| Guatemala (Monitor Latino)                | 15                 |
| Magyarország (Dance Top 40)               | 1                  |
| Magyarország (Rádiós Top 40)              | 2                  |
| Írország (IRMA)                           | 1                  |
| Olaszország (FIMI)                        | 1                  |
| Japán (Billboard Japan Hot 100)           | 89                 |
| Latvia (Latvijas Top 40)                  | 1                  |
| Lebanon (Lebanese Top 20)                 | 1                  |
| Luxembourg Digital Songs (Billboard)      | 2                  |
| Malaysia (RIM)                            | 5                  |
| Mexico (Monitor Latino)                   | 1                  |
| Mexico Airplay (Billboard)                | 1                  |
| Mexico Streaming (AMPROFON)               | 13                 |
| Hollandia (Top 40)                        | 1                  |
| Hollandia (Single Top 100)                | 1                  |
| Új-Zéland (Recorded Music NZ)             | 1                  |
| Norvégia (VG-lista)                       | 2                  |
| Paraguay (Monitor Latino)                 | 13                 |
| Panama Anglo (Monitor Latino)             | 6                  |
| Philippines (Philippine Hot 100)          | 7                  |
| Lengyelország (Polish Airplay Top 20)     | 4                  |
| Romania Airplay (Media Forest)            | 3                  |
| Russia Airplay (Tophit)                   | 1                  |
| Skócia (Scottish Singles Top 40)          | 1                  |
| Szlovákia (Rádio Top 100)                 | 2                  |
| Szlovákia (Singles Digitál Top 100)       | 1                  |
| Slovenia (SloTop50)                       | 1                  |
| South Korea International Chart (Gaon)    | 79                 |
| Spanyolország (PROMUSICAE)                | 4                  |
| Svédország (Sverigetopplistan)            | 1                  |
| Svájc (Schweizer Hitparade)               | 1                  |
| Egyesült Királyság (UK Singles Chart)     | 1                  |
| Ukraine Airplay (Tophit)                  | 1                  |
| US Billboard Hot 100                      | 9                  |
| US Adult Contemporary (Billboard)         | 29                 |
| US Adult Top 40 (Billboard)               | 11                 |
| US Hot Dance Club Songs (Billboard)       | 5                  |
| US Hot Dance/Electronic Songs (Billboard) | 2                  |
| US Mainstream Top 40 (Billboard)          | 4                  |
| US Rhythmic (Billboard)                   | 32                 |
| Venezuela (National-Report)               | 26                 |

| Slágerlista (2016)                    | Helyezés |
| ------------------------------------- | -------- |
| Australia (ARIA)                      | 66       |
| Austria (Ö3 Austria Top 40)           | 75       |
| Germany (Official German Charts)      | 59       |
| Hungary (Single Top 40)               | 29       |
| UK Singles (Official Charts Company)  | 37       |
| Slágerlista (2017)                    | Helyezés |
| Argentina (Monitor Latino)            | 20       |
| Australia (ARIA)                      | 30       |
| Austria (Ö3 Austria Top 40)           | 49       |
| Belgium (Ultratop Flanders)           | 22       |
| Belgium (Ultratop Wallonia)           | 8        |
| Canada (Canadian Hot 100)             | 9        |
| Denmark (Tracklisten)                 | 21       |
| Germany (Official German Charts)      | 29       |
| Hungary (Rádiós Top 40)               | 6        |
| Hungary (Single Top 40)               | 6        |
| Hungary (Stream Top 40)               | 13       |
| Israel (Media Forest)                 | 4        |
| Italy (FIMI)                          | 5        |
| Netherlands (Single Top 100)          | 19       |
| New Zealand (Recorded Music NZ)       | 31       |
| Poland (ZPAV)                         | 60       |
| Slovenia (SloTop50)                   | 5        |
| Sweden (Sverigetopplistan)            | 27       |
| Switzerland (Schweizer Hitparade)     | 4        |
| UK Singles (Official Charts Company)  | 23       |
| US Billboard Hot 100                  | 44       |
| US Dance/Electronic Songs (Billboard) | 6        |

## Minősítések
| Régió | Minősítés  | Eladott példányszám |
| --- | ---------- | ------------------- |
| Ausztrália (ARIA) | 5× platina | 350 000‡            |
| Ausztria (IFPI Austria)                                                                                                 | platina    | 30 000‡             |
| Belgium (BEA) | 2× platina | 60 000*             |
| Dánia (IFPI Denmark) | 2× platina | 180 000‡            |
| Egyesült Államok (RIAA)                                                                                                 | 3× platina | 3 000 000‡          |
| Egyesült Királyság (BPI)                                                                                                | 3× platina | 1 800 000‡          |
| Franciaország (SNEP) | gyémánt    | 233 333‡            |
| Hollandia (NVPI) | 5× platina | 200 000‡            |
| Kanada (Music Canada)                                                                                                   | 7× platina | 560 000‡            |
| Lengyelország (ZPAV) | gyémánt    | 100 000‡            |
| Németország (BVMI) | 2× platina | 800 000‡            |
| Norvégia (IFPI Norway)                                                                                                  | 4× platina | 240,000‡            |
| Olaszország (FIMI) | 7× platina | 350 000‡            |
| Portugália (AFP) | 2× platina | 20 000‡             |
| Spanyolország (PROMUSICAE)                                                                                              | 4× platina | 160 000‡            |
| Svájc(IFPI Switzerland)                                                                                                 | 2× platina | 60 000‡             |
| Új-Zéland (RMNZ) | platina    | 30 000‡             |
| * Eladási példányszámok kizárólag a minősítés alapján. ‡ Eladási+streaming példányszámok kizárólag a minősítés alapján. |            |                     |